# Turbo FAST
Turbo FAST es una serie de televisión web estadounidense animada con flash basada en la película animada por computadora de 2013 Turbo. Producido por DreamWorks Animation Television y animado por Titmouse, se estrenó exclusivamente en Netflix en los Estados Unidos y en los 40 países donde Netflix ofrece sus servicios en ese momento, pero con el tiempo estuvo disponible en todo el mundo a través de Netflix. Es la primera serie original de Netflix para niños y la primera serie de animación de DreamWorks producida para Netflix.

## Personajes
- Turbo: es el protagonista principal, un caracol que ha ganado supervelocidad tras ser engullido por el motor de un auto, y que ha ganado la Indy 500 con dichos poderes.
- Chet: es el hermano mayor paranoico de Turbo, que es el principal patrullero de seguridad de Turbotown y el gerente del equipo FAST. También es el novio de Pólvora. Su caparazón está equipado con una ambulancia o un helicóptero, llamado el "caracóptero".
- Chicotazo (Whiplash): es el líder duro como las uñas de la tripulación FAST, cuyo caparazón está equipado con un motor a reacción. A pesar de su actitud brusca, le gusta la loción de lavanda.
- Derrapón (Skidmark): es el mecánico principal del equipo FAST, cuyo caparazón está equipado con una hélice. Le gustan las teorías de la conspiración, lo que parece molestar a los otros miembros del equipo, a pesar de que la mayoría de ellas demuestran ser ciertas. A pesar de su idiosincrasia, es un miembro devoto del equipo. Es el mejor amigo de la Sombra.
- Pólvora (Burn): es la única mujer miembro del equipo FAST y la novia de Chet.
- Sombra (White Shadow): es el caracol más grande del equipo FAST, que tiene la costumbre de actuar sigilosamente, aunque su gran tamaño es una desventaja. Es el mejor amigo de Derrapón y, a menudo, demuestra ser tan peculiar como él. Es algo tonto y come mucho. Su caparazón está equipado con neumáticos.
- Pepe Maniobra (Smoove Move): es el caracol más maravilloso del equipo FAST, cuyo caparazón está equipado con altavoces de graves. Tiene un gusto por la música funk y rap, lo que le ayuda a moverse en la pista. También es DJ y tiene un don para pintar.

## Episodios

### Temporada 1
| No. en la serie | No. en la temporada | Título original en inglés | Título en Latinoamérica                    |
| --------------- | ------------------- | ------------------------- | ------------------------------------------ |
| 1               | 1                   | Crazy Fast                | A toda velocidad                           |
| 2               | 2a                  | Dungball Derby            | El derby pelotero                          |
| 3               | 2b                  | Ace of Race               | El as de la carrera                        |
| 4               | 3a                  | Bumperdome                | El rebotadom                               |
| 5               | 3b                  | Broaches                  | Defendiendo                                |
| 6               | 4a                  | African Queen             | Reina africana                             |
| 7               | 4b                  | Mega Snails               | La Sombra contra los mega caracoles        |
| 8               | 5a                  | Ants Ants Revolution      | Revolución de hormigas                     |
| 9               | 5b                  | Clamsquatch               | La leyenda de Ostra Grande                 |
| 10              | 6a                  | Turbo Stinks              | Turbo apesta                               |
| 11              | 6b                  | Snails in Jail            | Caracoles en prisión                       |
| 12              | 7a                  | A Tale of Two Turbos      | Doble Turbo                                |
| 13              | 7b                  | The Escargot Affair       | La cena                                    |
| 14              | 8a                  | Surf'n Turf               | Día en la playa                            |
| 15              | 8b                  | Hardcase Returns          | Turbo en peligro                           |
| 16              | 9                   | Turbo Drift               | Viaje a Tokio                              |
| 17              | 10a                 | Ready, Set, Glow!         | ¡En sus marcas, listos, brillen!           |
| 18              | 10b                 | Breakneck's Back          | El regreso de Rompe Cuellos                |
| 19              | 11a                 | Cruise Control            | El crucero, partes que brillan y se mueven |
| 20              | 11b                 | R/C Turbo                 | Control remoto                             |
| 21              | 12a                 | Curse of the Cicadas      | La maldición de las cigarras               |
| 22              | 12b                 | Beat a Fajita             | El equipo fajita                           |
| 23              | 13a                 | Karmageddon               | Pequeños favores                           |
| 24              | 13b                 | Chet Gets Burned          | Chet en llamas                             |
| 25              | 14a                 | Gypsy Moth Prophecies     | Las profecías de la polilla gitana         |
| 26              | 14b                 | Skidzo-brainia            | Derrapobrainia                             |
| 27              | 15a                 | No Can Do                 | Una verdadera lata                         |
| 28              | 15b                 | Adopt a Toad              | Adopte a un sapo                           |
| 29              | 16a                 | Buster Move               | Hermano, hermano                           |
| 30              | 16b                 | Gills!                    | ¡Agallas!                                  |

- Datos: Q16399005